# 在モンゴル中華人民共和国大使館
在モンゴル中華人民共和国大使館（簡体字中国語: 中华人民共和国驻蒙古大使馆、モンゴル語: БНХАУ-аас Монгол Улсад суугаа Элчин сайдын яам、英語: Embassy of the People’s Republic of China in Mongolia）は、中華人民共和国がモンゴル国の首都ウランバートルに設置している大使館である。単に在モンゴル中国大使館（簡体字中国語: 中国驻蒙古大使馆、モンゴル語: Хятад улсаас Монгол Улсаас суугаа Элчин сайдын яам、英語: Embassy of China in Mongolia）とも。

## 沿革
1949年10月16日に中華人民共和国がモンゴル人民共和国との外交関係を樹立した後、遅くとも翌年夏までに大使館が開館した。初代大使はモンゴル族のザヤータイ（吉雅泰）。
1992年2月、モンゴル国憲法施行により国号がモンゴル人民共和国からモンゴル国へと変わってモンゴルが共産主義体制から離脱したが、1994年4月の中蒙友好協力関係条約（簡体字中国語: 中蒙友好合作关系条约）締結などを経て、引き続き中蒙間の友好関係や大使交換は継続している。

## 住所

### 所在地
| 日本語     | ウランバートル市北京通り2            |
| 中国語     | 乌兰巴托市北京街2号                  |
| モンゴル語 | Улаанбаатар хот, Бээжингийн гудамж 2 |
| 英語       | Beejingiin gudamj 2, Ulaanbaatar     |

### 私書箱
| 日本語     | ウランバートル市 中央郵便局私書箱672 |
| 中国語     | 乌兰巴托市 中央邮局邮政信箱672       |
| モンゴル語 | Улаанбаатар хот, Төв шуудан ш/х 672  |
| 英語       | Central P.O. BOX 672, Ulaanbaatar    |

## 大使
2020年2月12日より、柴文睿が特命全権大使を務めている。